# Andréas Papandréou
Andréas Georgios Papandréou (en griego: Ανδρέας Γεώργιος Παπανδρέου; Quíos, 5 de febrero de 1919-23 de junio de 1996) fue un economista y político griego, fundador del PASOK (Movimiento Socialista Panhelénico) en 1968, bajo la Dictadura de los Coroneles. Fue elegido varias veces primer ministro de Grecia entre 1981 y 1996.

## Biografía
Fue hijo de Geórgios Papandréou, un destacado político liberal griego a quien el pueblo griego llamaba «el viejo de la democracia», y Sofía Minejko. En 1923 la familia Papandréou volvió a Atenas.
En 1936 Andréas Papandréou, todavía estudiante, fue detenido por primera vez por la dictadura de Ioannis Metaxás debido a acciones de resistencia. En 1941, cuando cursaba su tercer año de estudios en la Facultad de Derecho de la Universidad de Atenas, sería detenido de nuevo por la misma razón. Después de su excarcelación se exilió a los Estados Unidos, donde estudió Economía y Filosofía en la Universidad Harvard.
Papandréu se quedó en Estados Unidos durante veinte años. Allí llegó a ser profesor agregado en la Universidad Harvard, en 1947 profesor auxiliar y luego catedrático de la Universidad de Minnesota, de UCLA y de otras universidades.
En 1959 volvió a Grecia y en 1961 fue nombrado presidente del Consejo Administrativo y director científico general del Centro de Investigaciones Económicas de Grecia, además de Consejero del Banco de Grecia (1961-1962). Al año siguiente empezó su carrera política en el ala izquierda del partido liberal Unión de Centro (EK), liderado por su padre Geórgios, bajo cuyo mandato ocupó diversos cargos de asistencia, entre ellos el de ministro asistente del primer ministro. Tras el golpe de Estado que en 1967 impuso la dictadura militar, Andreas Papandréu fue detenido; no sería liberado hasta año y medio más tarde. Entonces se exilió primero a Suecia y después a Canadá.
Desde la clandestinidad fundó en 1968 el Movimiento Liberador Panhelénico (conocido como PAK), que luchó contra la dictadura. Después del restablecimiento de la democracia en Grecia en 1974, Papandréu volvió del exilio y fundó el Movimiento Socialista Panhelénico (PASOK), del cual fue nombrado presidente. En 1981, al ganar el PASOK las elecciones generales, Andreas Papandréu fue elegido primer ministro de Grecia por primera vez, para ser elegido de nuevo tras las elecciones de 1985. 
Por entonces se descubrió un escándalo de corrupción con la quiebra del Banco de Creta, que había comprado de forma ilícita un allegado de Papandréu usando el dinero de los ahorradores como pago. Por otra parte, se descubrió que había engañado a su esposa con una exazafata 36 años menor que él y, tras obtener el divorcio, se casó con ella. Estos escándalos y problemas de salud (una delicada intervención cardíaca en Londres en 1988) le costaron al PASOK una contundente derrota en las elecciones de 1989, aunque en 1993 Papandréu fue reelegido. 
En 1996 sus problemas de salud le obligan a renunciar a su puesto de primer ministro. El 23 de junio falleció debido a un paro cardiaco.
Es padre de Giórgos Papandréou, actual presidente del PASOK y primer ministro de Grecia de 2009 a 2011.